# Ballard Beauty
Ballard Beauty es el nombre de una variedad cultivar de manzano (Malus domestica). 
Variedad de manzana procedente de plántula de semillero híbrido del cruce de Cox's Orange Pippin x Desconocido. Criado en 1946 por A. Norman, Bedford, Inglaterra. Las frutas son dulces, crujientes y jugosas.

## Historia
'Channel Beauty' es una variedad de manzana, plántula de semillero híbrido del cruce como Parental-Madre de Cox's Orange Pippin x polen del Parental-Padre Desconocido. Criado a mediados del siglo XX por A. Norman, Bedford, Inglaterra (Reino Unido.
'Ballard Beauty' se cultiva en la National Fruit Collection con el número de accesión: 1954-025 y Accession name: Ballard Beauty.

## Características
'Ballard Beauty' árbol de extensión erguida, de vigor moderadamente vigoroso, portador de espuela. Tiene un tiempo de floración que comienza a partir del 3 de mayo con el 10% de floración, para el 9 de mayo tiene una floración completa (80%), y para el 16 de mayo tiene un 90% caída de pétalos.
'Ballard Beauty' tiene una talla de fruto de medio a grande; forma amplia globosa cónica, con una altura de 57.00mm, y una anchura de 70.50mm; con nervaduras débiles; epidermis con color de fondo verde amarillento, con un sobre color rojo, importancia del sobre color medio, y patrón del sobre color rayas / manchas presentando rubores de rojo intenso con rayas rojas más oscuras, algunos puntos de "russeting", "russeting" (pardeamiento áspero superficial que presentan algunas variedades) bajo; cáliz tamaño mediano y abierto, ubicado en una cuenca poco profunda; pedúnculo corto a mediano y delgado, colocado en una cavidad poco profunda y medianamente ancha que está ligeramente tostada; carne es de color blanco, de grano fino y crujiente. Sabor jugoso y sabroso.
Listo para cosechar a principios de octubre. Se conserva bien durante dos meses en cámaras frigoríficas. La piel tiende a engrasarse cuando está maduro y almacenado.

## Usos
Es una buena manzana fresca para comer en mesa.

## Ploidismo
Diploide, es auto estéril, grupo de polinización C día 8.